# Troglohyphantes pedemontanus
Troglohyphantes pedemontanus Gozo, 1908 è un ragno appartenente alla famiglia Linyphiidae.

## Etimologia
La prima parte del nome del genere deriva dal greco τρώγλη-, trògle-, cioè antro, grotta, ad indicarne l'habitat cavernicolo.
Il nome proprio deriva dal latino pes, pedis, cioè piede, ai piedi, e dall'aggettivo montanus, -a, -um, cioè della montagna, ad indicare la posizione della grotta di rinvenimento originario.

## Descrizione
Ragno di piccole dimensioni, non supera i 4-5 millimetri, ha abitudini troglobie in grotte anche di una certa profondità. Completamente privo della vista e con poca pigmentazione tendente al marrone chiaro.

## Distribuzione e habitat
Rinvenuta originariamente dall'autore nella grotta di Bossea (Piemonte), è ritenuta un endemismo.

## Tassonomia
Descritta nel 1908 con la denominazione di Porrhomma pedemontanus Gozo, 1908, è stato attribuito al genere Troglohyphantes a seguito di un lavoro dell'aracnologo Brignoli del 1971, con l'attuale denominazione. Recenti rinvenimenti (Isaia et al., 2011) confermano la vitalità della specie nonostante un influsso antropico più pressante.